# H5N1
H5N1 (на английски: highly pathogenic avian influenza – високопатогенен „птичи грип“) е високопатогенна форма на птичи грип. От 1997 г. нашествия на H5N1 предизвикат смъртта или бракуването на десетки милиони птици. Над 100 души биват заразени с H5N1 при смъртност от около 50%. H5N1 е причина за силно безпокойство поради заплахите, че щамът H5N1 може да еволюира до форма, способна да предизвика глобална пандемия сред хората. През 2010 г. излиза ваксина за H5N1.